# 张洁云
张洁云（1956年—），女，江苏南通人，中国排球运动员。曾获得1981年世界杯女子排球赛冠军。